# 사노역
사노역(일본어: 佐野駅)은 일본 도치기현 사노시에 위치한 동일본 여객철도 · 도부 철도의 철도역이다. JR 동일본 료모 선의 소속역이며, 도부 철도 사노 선 등 2개의 노선이 운행되고 있다.

## 타는 곳

### JR 동일본
섬식 승강장 1면 2선의 구조를 갖춘 지상역이다. 이전에는 단선 · 섬식의 형태를 갖춘 2면 3선 구조의 복합형 승강장이었으나, 선상 역사 개업때에는 1번선을 폐쇄해, 구)섬식 승강장 2·3번선이, 새 1·2번 선으로 되었다. 아시카가역 관리로, JR 동일본 스테이션 서비스가 위탁하는 업무 위탁역이다. 이전엔 직영역으로, 이와후네역을 관리하였다. 지정석 발권기가 설치되어 있다.
고마가타역 - 이 역까지는 단선, 이 역 - 이와후네 역까지는 복선화 구간이다.
| 1 | ■ 료모 선 | 상행 | 기류 · 다카사키 방면 |
| 2 | ■ 료모 선 | 하행 | 도치기 · 오야마 방면 |

### 도부 철도
섬식 승강장 1면 2선을 보유하고 있는 지상역이다. 역 번호는 TI 34이며, 특급 '료모'의 정차역이다. 2009년 6월 6일 시간표 개정으로, 사노시 역 발 · 종착 열차 1회 왕복으로 이 역까지 연장 되었다. 하루에는 JR 료모 선과의 접속이 고려되어 있어, 중에는 10분 전후 정차하기도 한다.
| 1 | ■ 사노 선 | 상행 | 다테바야시 방면 |
| 2 | ■ 사노 선 | 하행 | 구즈 방면       |

## 이용 현황
| 연도   | JR 동일본          | 도부 철도          | 도부 철도          |
| 연도   | 1일 평균 승차 인원 | 1일 평균 하차 인원 | 1일 평균 승차 인원 |
| ------ | ------------------ | ------------------ | ------------------ |
| 1998년 |                    | 3,937              |                    |
| 1999년 |                    | 3,685              |                    |
| 2000년 | 3,840              | 3,557              |                    |
| 2001년 | 3,790              | 3,359              |                    |
| 2002년 | 3,655              | 3,212              |                    |
| 2003년 | 3,737              | 3,404              |                    |
| 2004년 | 3,607              | 3,210              |                    |
| 2005년 | 3,523              | 3,026              |                    |
| 2006년 | 3,381              | 2,989              |                    |
| 2007년 | 3,381              | 3,139              |                    |
| 2008년 | 3,295              | 3,192              | 1,654              |
| 2009년 | 3,281              | 3,032              | 1,572              |
| 2010년 | 3,271              | 2,936              | 1,518              |
| 2011년 | 3,315              | 2,935              | 1,495              |
| 2012년 | 3,319              | 3,067              | 1,559              |
| 2013년 | 3,542              | 3,199              |                    |
| 2014년 | 3,496              |                    |                    |
| 2015년 | 3,529              |                    |                    |

## 역 주변
- 사노 시청
- 사노 시립 도서관
- 조야마 공원

## 인접 역
| 동일본 여객철도 료모 선      | 동일본 여객철도 료모 선 | 동일본 여객철도 료모 선  |
| ---------------------------- | ----------------------- | ------------------------ |
| 도미타 기류 · 마에바시 방면  | ■ 료모 선               | 이와후네 오야마 방면     |
| 도부 철도 사노 선            |                         |                          |
| TI 33 사노시 다테바야시 방면 | ■ 특급 '료모' · ■ 보통  | 호리고메 TI 35 구즈 방면 |